# Persiguiendo a Betty
Persiguiendo a Betty (en inglés, Nurse Betty) es una película cómica estrenada el 8 de septiembre de 2000 en Estados Unidos y el 1 de diciembre del mismo año en España. En Argentina su estreno se produjo el 24 de octubre de 2001. Protagonizada por Morgan Freeman, Renée Zellweger, Chris Rock y Greg Kinnear. Dirigida por Neil LaBute.

## Argumento
Betty Sizemore (Renée Zellweger) es una guapa camarera que sueña con convertirse en enfermera algún día de su vida. Es una mujer dulce, alegre, trabajadora, aunque demasiado inocente, que no puede perderse ni un solo de los capítulos de su telenovela favorita. 
Uno de esos días en los que veía el capítulo grabado de su telenovela y soñaba con un novio como el Dr. David Ravell (Greg Kinnear) -el personaje protagonista de la serie. Dos bandidos entraron con violencia a su departamento para ajustar cuentas con Del Sizewmore (Aaron Eckhart), el marido de Betty que, a diferencia del Dr. Ravell, es un vendedor de autos con malas artes que decidió robarle una considerable cantidad de droga a Charlie (Morgan Freeman) y a Wesley (Chris Rock). Estos al no encontrar su mercancía deciden asesinar al esposo de Betty (Del Sizewmore) delante de ella.
La pobre Betty queda traumada por tal experiencia y ahora su única realidad es la soñada. Nuestra querida mesonera es víctima de un pequeño trastorno de disociación de la realidad; ahora se cree enfermera y exnovia de David Ravell, por lo que se irá a la ciudad de Los Ángeles en su busca. Los problemas se incrementarán cuando Charlie y Wesley se enteran de que la droga que Del les robó se encuentra en el auto de Betty, por lo que la tendrán que perseguir.

## Reparto
- Morgan Freeman (Charlie)
- Renee Zellweger (Betty Sizemore)
- Chris Rock (Wesley)
- Greg Kinnear (Dr. David Ravell)
- Aaron Eckhart (Del Sizemore)
- Crispin Glover (Roy Ostery)
- Allison Janney (Lyla Branch)

## Recepción crítica y comercial
Según la página de Internet Rotten Tomatoes obtuvo un 84% de comentarios positivos, llegando a la siguiente conclusión: "El guion de Persiguiendo a Betty es increíblemente imaginativo, además las interpretaciones del reparto y la dirección son excelentes." Destacar el comentario del crítico cinematográfico Gerry Gallo: 

"Una de las sorpresas mejor escritas de todo el año."
Gerry Gallo.

Según la página de Internet Metacritic obtuvo críticas positivas, con un 69%, basado en 34 comentarios de los cuales 21 son positivos. Recaudó 25 millones de dólares en Estados Unidos. Sumando las recaudaciones internacionales la cifra asciende a 29 millones. El presupuesto invertido en la producción fue de 35 millones.

### Taquilla
| \| País \| Recaudación[5] \| \| -------------- \| -------------- \| \| Estados Unidos \| $25 170 054 \| \| Australia \| $751 234 \| \| Brasil \| $25 880 \| \| Islandia \| $8 386 \| \| Bulgaria \| $4 589 \| |             |
| País | Recaudación |
| Estados Unidos | $25 170 054 |
| Australia | $751 234    |
| Brasil | $25 880     |
| Islandia | $8 386      |
| Bulgaria | $4 589      |

## Premios
Globos de Oro
| Año  | Categoría                        | Persona         | Resultado |
| ---- | -------------------------------- | --------------- | --------- |
| 2000 | Mejor actriz - Comedia o musical | Renee Zellweger | Ganadora  |

Festival de Cine de Cannes
| Año  | Categoría   | Persona                         | Resultado |
| ---- | ----------- | ------------------------------- | --------- |
| 2000 | Mejor guion | James Flamberg John C. Richards | Ganadores |

## Localizaciones
Persiguiendo a Betty se rodó entre el 7 de diciembre de 1998 y el 22 de marzo de 1999 en diversas localizaciones de Estados Unidos, destacando las poblaciones de Los Ángeles, Lakewood y Grand Canyon. Además de la ciudad de Roma, Italia.

## DVD
Persiguiendo a Betty salió a la venta el 3 de abril de 2001 en Estados Unidos, en formato DVD. El disco contiene menús interactivos, acceso directo a escenas, subtítulos y audio en múltiples idiomas, escenas eliminadas, tráiler cinematográfico, 6 anuncios para televisión, comentarios del director, actores y productores. En España salió a la venta el 14 de diciembre de 2001, en formato DVD. El disco contiene menús interactivos, acceso directo a escenas, subtítulos y audio en múltiples idiomas, escenas eliminadas, making of, comentarios de los actores y el director, filmografías y otros títulos en DVD.